# Filip Barklund
Filip Barklund, född 29 augusti 2002 i Stockholm, Stockholms län, är en svensk professionell ishockeyspelare. Barklund har tidigare spelat för bland annat AIK och Lindlövens IF. Från och med säsongen 2020/2021 spelar Barklund för Örebro HK.